# Pablo Santos
Pablo Santos Williams (Monterrey, Nuevo León, México, 9 de enero de 1987 - Toluca, Estado de México, México, 15 de septiembre de 2006) fue un actor de la televisión estadounidense de origen mexicano, protagonista de la serie Greetings from Tucson. 
Pablo Santos nació en Monterrey pero su familia se trasladó a vivir a Los Ángeles, California cuando tenía doce años de edad, desde 2000 inició una carrera como actor de televisión y cine, participante en series como Boston Public, Law & Order y American Family, su principal participación fue como el hijo de la familia mexicana-estadounidense protagonista de Greeting from Tucson.
Perdió la vida en un accidente de aviación el 15 de septiembre de 2006, cuando en compañía de varios amigos se dirigía de Monterrey a Acapulco a celebrar las fiestas de la Independencia de México, la avioneta, un Piper Malibú, al parecer tuvo un fallo mecánico y se estrelló a dos kilómetros del Aeropuerto de Toluca, Estado de México.
Junto a Pablo Santos perdió la vida Martel Fernández Zambrano, hijo del político neoleonés Mauricio Fernández Garza.

## Filmografía
- 2006 - Gettin' Some Jail Time
- 2006 - Walkout
- 2005 - Sea of Dreams
- 2005 - Shackles
- 2004 - Party Animalz
- 2003 - Boston Public
- 2003 - The Proud Family
- 2002 - Law & Order: Special Victims Unit
- 2002 - Greetings from Tucson
- 2002 - Cojones
- 2002 - Red Kiss
- 2002 - American Family: Journey of Dreams
- 2002 - The Shield
- 2001 - Alias
- 2000 - The Weeping Woman of the River
- 2000 - Resurrection Blvd